# Moisés Dueñas
Moisés Dueñas Nevado (født 10. maj 1981) er en spansk tidligere professionel cykelrytter.
Nevado blev onsdag den 16. juli 2008 smidt ud af Tour de France inden løbets 11. etape. Årsagen var, at rytteren var blevet testet positiv i en dopingprøve. Dopingprøven stammede tilbage fra 4. etape af løbet. Nevado erkendte sig efterfølgende skyldig d. 18. juni samme år.